# Adilly
Adilly je francouzská obec v departementu Deux-Sèvres v regionu Poitou-Charentes. V roce 2011 zde žilo 304 obyvatel.

## Sousední obce
Amailloux, Fénery, Châtillon-sur-Thouet, Saint-Aubin-le-Cloud, Saint-Germain-de-Longue-Chaume

## Vývoj počtu obyvatel
Počet obyvatel 